# Seymour Johnson Air Force Base
Seymour Johnson Air Force Base (IATA-code: GSB, ICAO-code: KGSB) is een vliegbasis van de United States Air Force in Goldsboro in de Amerikaanse staat North Carolina.
De Host Unit is de 4th Fighter Wing van de Fifteenth Air Force, aangestuurd door Air Combat Command (ACC), met vier squadrons op F-15E Strike Eagle, het 333d, 334th, 335th en 336th Fighter Squadron. Op de basis is ook de 916th Air Refueling Wing van het Air Force Reserve Command (AFRC) actief, op Boeing KC-46 Pegasus tankvliegtuigen.
De basis is vernoemd naar luitenant Seymour A. Johnson van de Amerikaanse marine, een testpiloot uit Goldsboro die op 5 maart 1941 omkwam bij een F4F Wildcat-crash in de buurt van Norbeck, Maryland.
In december 1941 werd de bouw van een technische opleidingsschool van het United States Army Air Forces goedgekeurd. Lokale functionarissen begonnen te werken om het vliegveld te vernoemen ter ere van luitenant Johnson. Seymour Johnson AFB is de enige USAF-basis die is vernoemd ter ere van een marineofficier.